# Ematheudes
Ematheudes är ett släkte av fjärilar. Ematheudes ingår i familjen mott.

## Bildgalleri

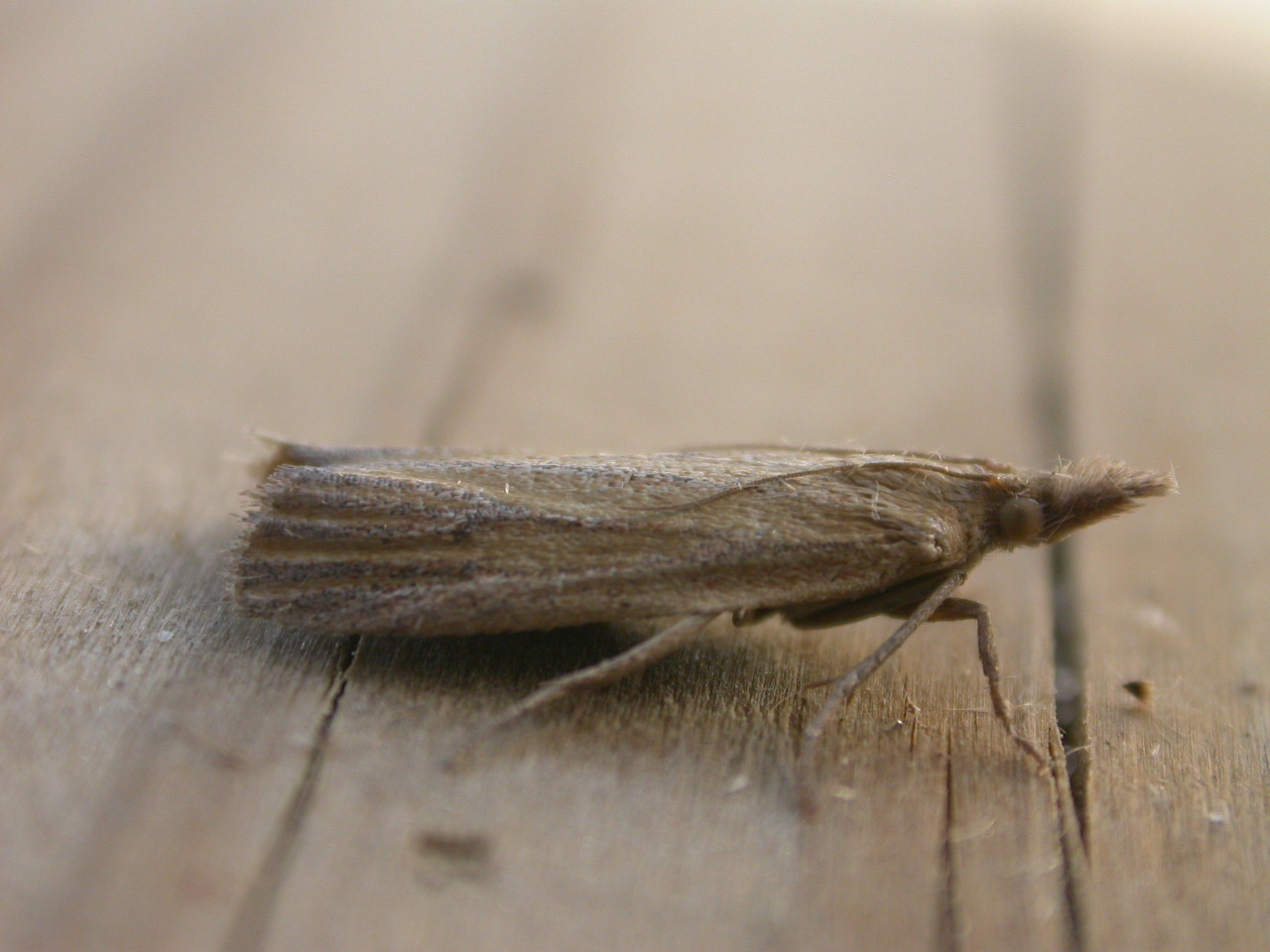
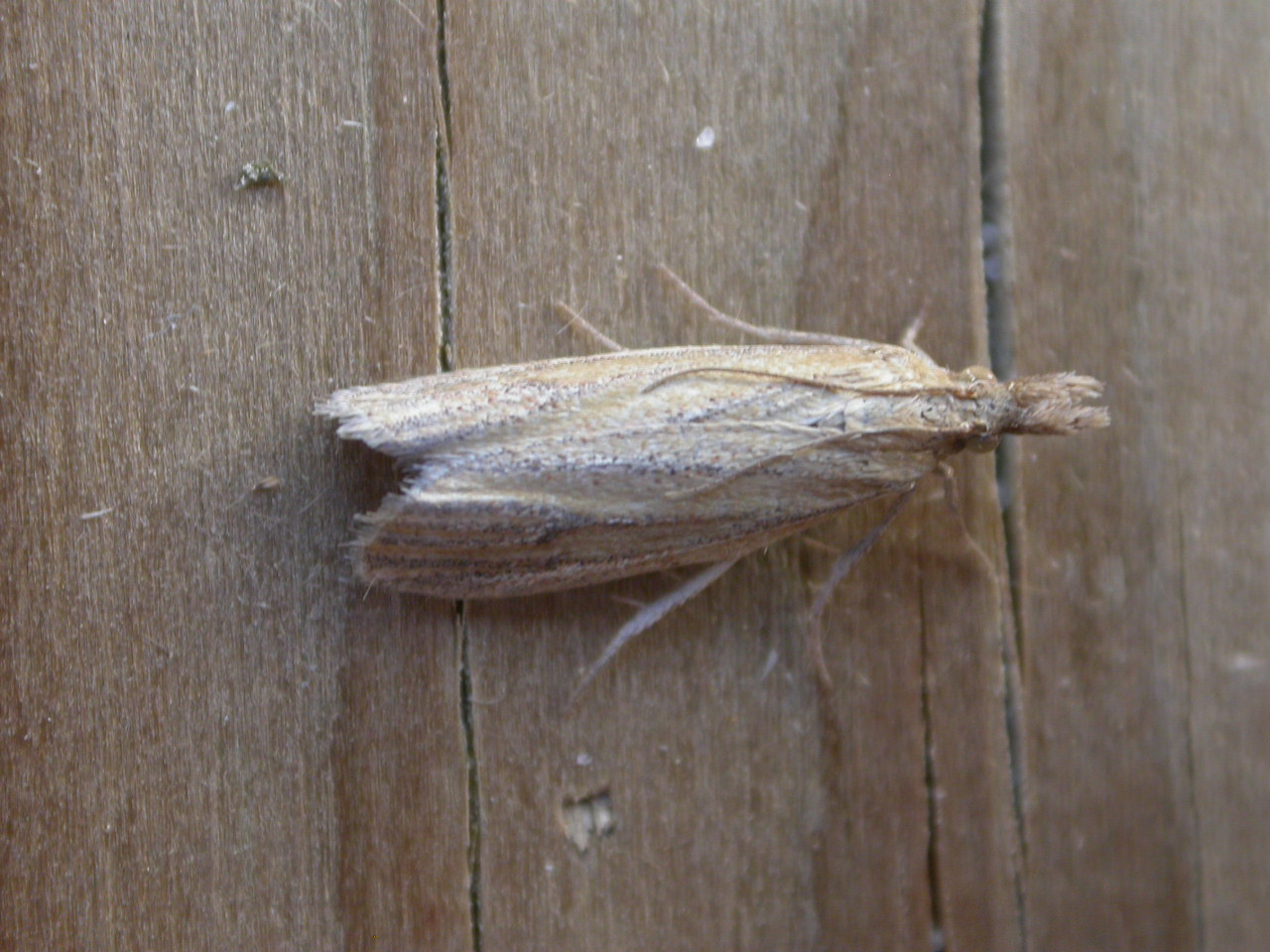
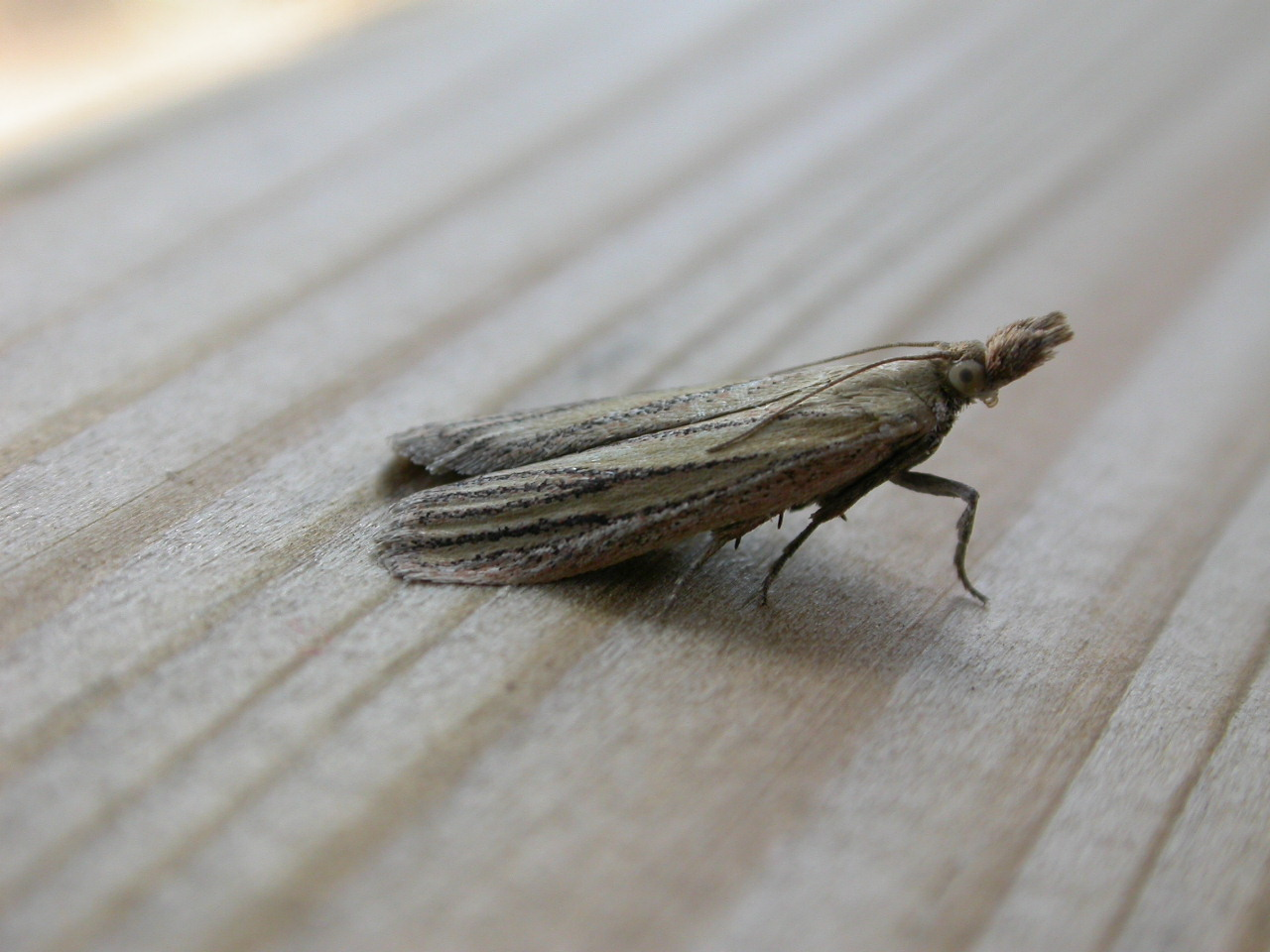
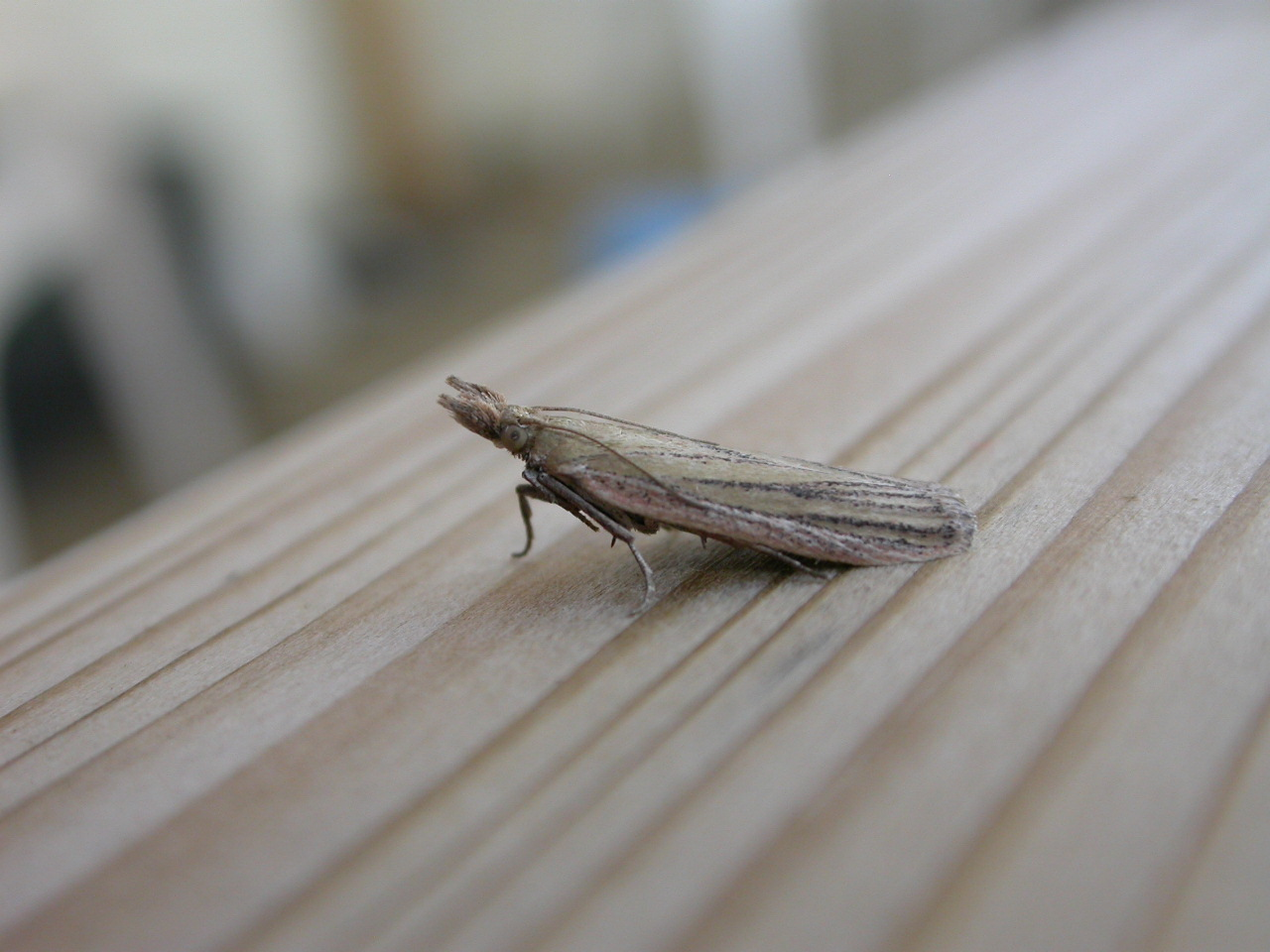
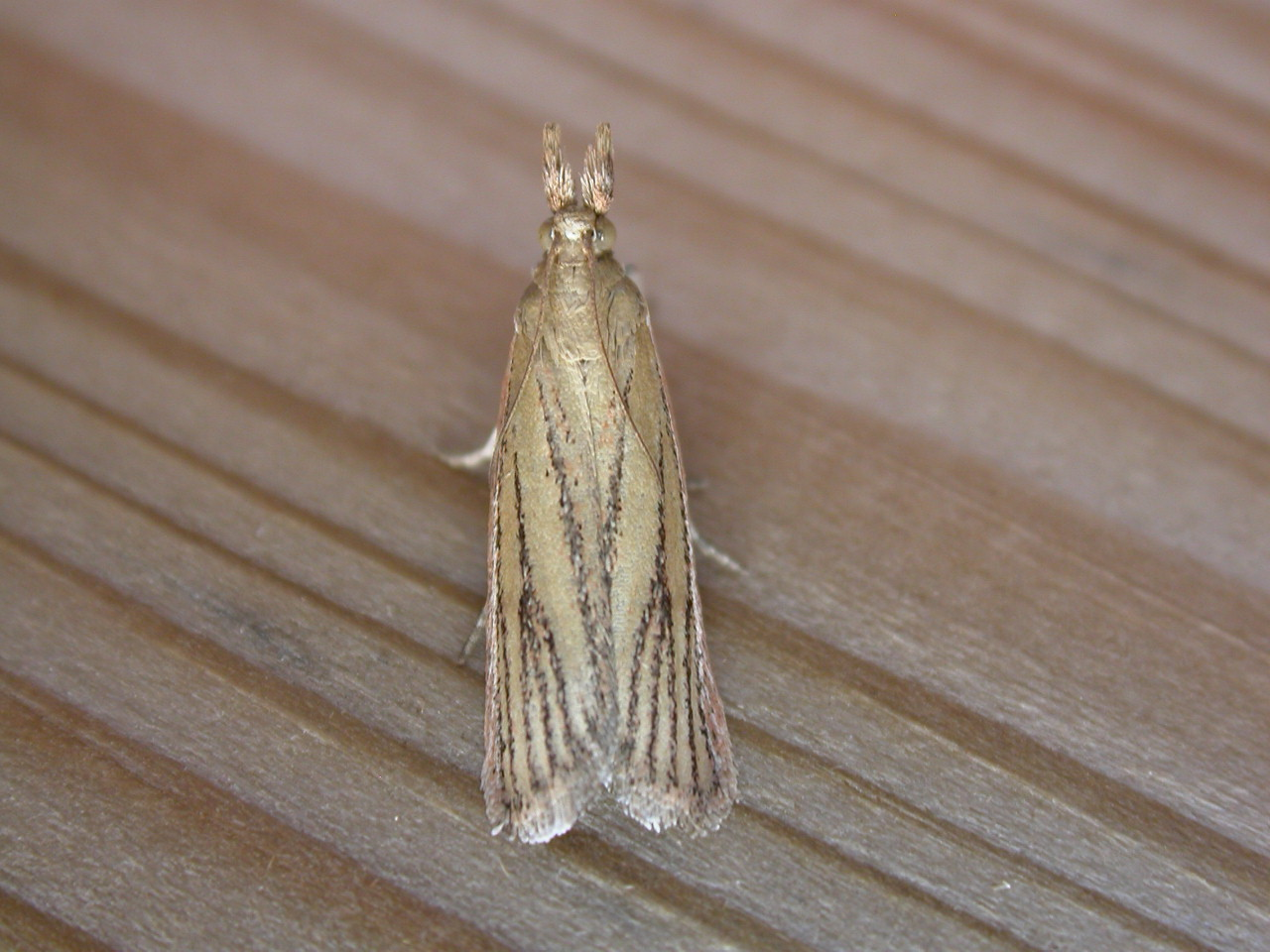
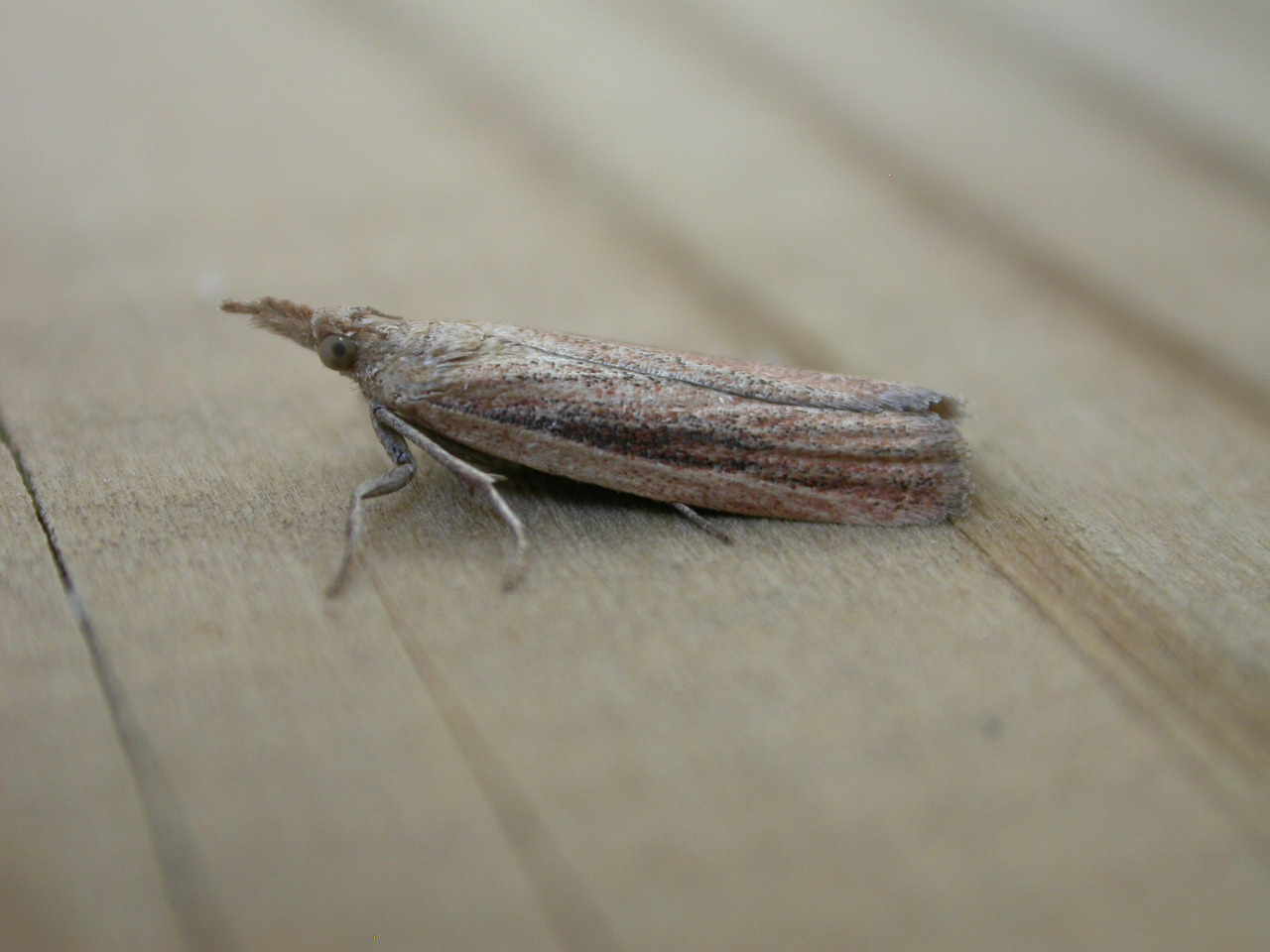

## Dottertaxa tillEmatheudes, i alfabetisk ordning[1]
- Ematheudes aulacodes
- Ematheudes brunneicostella
- Ematheudes convexus
- Ematheudes crassinotella
- Ematheudes crenulatus
- Ematheudes dewittei
- Ematheudes elysium
- Ematheudes erectus
- Ematheudes erythrograpta
- Ematheudes euclystella
- Ematheudes forficatus
- Ematheudes hamatus
- Ematheudes helioderma
- Ematheudes hispidus
- Ematheudes impunctella
- Ematheudes kenyaensis
- Ematheudes lentistrigalis
- Ematheudes libycella
- Ematheudes lusingensis
- Ematheudes maculescens
- Ematheudes magnetella
- Ematheudes megacantha
- Ematheudes michaelshafferi
- Ematheudes miosticta
- Ematheudes natalensis
- Ematheudes neonepsia
- Ematheudes neurias
- Ematheudes nigropunctata
- Ematheudes paleatella
- Ematheudes persicella
- Ematheudes pollex
- Ematheudes pseudopunctella
- Ematheudes pudicella
- Ematheudes punctellus
- Ematheudes quinquepunctella
- Ematheudes quintuplex
- Ematheudes rhodochroa
- Ematheudes sarcoida
- Ematheudes setigera
- Ematheudes sinuosus
- Ematheudes straminella
- Ematheudes strictus
- Ematheudes togoensis
- Ematheudes toxalis
- Ematheudes triangularus
- Ematheudes trimaculosus
- Ematheudes tunesiella
- Ematheudes varicella
- Ematheudes venatella
- Ematheudes vitellinella